# Kecamatan Bekasi Utara
Kecamatan Bekasi Utara är ett distrikt i Indonesien.   Det ligger i provinsen Jawa Barat, i den västra delen av landet, 19 km öster om huvudstaden Jakarta.